# 青木氏
青木氏（あおきうじ）は、日本の氏族。著名な氏族・家に次のようなものがある。
1. 丹党青木氏：武蔵七党の一つ丹党の末裔で武蔵国入間郡青木に興った氏族（→丹党の青木氏（神奴氏・丹治氏））。
2. 豊臣秀吉に摂津国麻田の大名に取り立てられ、江戸期に麻田藩主家、維新後華族の子爵家となった家を宗家とする青木氏（→麻田青木氏）
3. 豊臣秀吉の一門衆である大名青木一矩の家を宗家とする青木氏（→藤原北家魚名流の青木氏）。
4. 甲斐武田氏一族青木時光を祖とし、甲斐国巨摩郡青木村に興った青木氏（→武田氏庶流青木氏 ）。
5. 明治時代の政治家・外交官青木周蔵の勲功により華族の子爵家となった青木家（→青木周蔵家の項目を参照）。
6. 地下家の青木氏（→青木氏 (地下家)の項目を参照）。
7. 近江国の青木氏（→青木氏 (近江国)の項目を参照）。

## 丹党の青木氏（神奴氏・丹治氏）
武蔵七党の一つ丹党の末裔の一族が、武蔵国入間郡青木の地を領して本貫とし、青木姓を称したのに始まる。

## 麻田青木氏

### 封建時代
同家は、上記の丹党の青木氏の子孫と伝わるが、実際には美濃国安八郡青木村の発祥という。系譜がはっきりするのは、青木重直からであり、重直は美濃で土岐芸頼を経て、斎藤道三に仕え、斎藤氏の滅亡後は織田信長を経て、豊臣秀吉に仕えて、文禄2年に摂津国において1760石余を与えられた。その嫡男の一重は、今川氏真、徳川家康、丹羽長秀を経て豊臣秀吉に仕え、天正13年に摂津国麻田に居住して摂津国や備中国、伊予国などにおいて1万石を領した。
一重は秀吉の死後、豊臣秀頼に仕え、慶長14年の大阪冬の陣では大阪城をよく守ったが、翌元和元年に和議の使いとして駿府城の徳川家康を訪問した帰途に徳川方に捕らえられて幽閉され、京都所司代板倉勝重の監視下に置かれた。この間、大坂夏の陣での大阪落城を知ると落髪して幽居したが、弟が三方原合戦で徳川方で戦死していることや、末弟の可直が3000石の旗本だったことなどから、父の遺領と合わせて麻田1万2000石の領有を許され、青木氏は江戸時代を通じて外様大名の麻田藩主家として続いた（後に可直を祖とする旗本家に2000石を分与したため（これにより同家は都合5000石となる）、1万石となる）。

### 明治以降
最後の麻田藩主青木重義は明治2年6月23日に版籍奉還に伴い、麻田藩知事に転じるとともに華族に列し、明治4年7月15日に廃藩置県に伴って罷免されるまで藩知事に在職した。
廃藩置県の際に定められた家禄は479石。明治9年の金禄公債証書発行条例に基づき家禄の代わりに支給された金禄公債の額は、1万8125円（華族受給者中244位））。
明治前期の重義の住居は東京府麻布区麻布櫻田町にあった。当時の家扶は、宮本直靖。
明治17年（1884年）7月7日に華族令により華族が五爵制になると、翌8日に旧小藩知事として重義が子爵に叙された。
重義の養子で爵位を継いだ信光（中山信徴男爵の四男）は、明治30年代から貴族院議員となり、院内最大会派研究会の領袖となり、有力議員として活躍。また日本銀行監事、学習院評議会会員を務め、内国通運・東武鉄道・仁壽生命保険・日華生命保険・武蔵中央電気鉄道など各企業の重役も務めた。
昭和21年に爵位を継承したその息子の蔚は日本銀行京都支店次長を務めた。その息子淳一は農学博士でダニの研究者として著名。

## 藤原北家魚名流の青木氏
同じく青木姓の戦国武将として青木一矩がいるが、こちらは藤原北家魚名流を称す。豊臣秀吉の一門衆として繁栄したが、その一族は関ヶ原の戦いの際に西軍に与したため戦後改易となった。大坂城落城の後には系譜絶え、商家に転じた。
一矩の高祖父は青木以通で、以通の子に通久、以重、重頼がいる。次子の以重から一矩へは、以重-重貞-勘七郎重任-勘兵衛重矩-一矩とつながっている。一方、長子の通久は、通久-教方-青木加賀守弌宗である。諸説はあるものの、一説に加賀守弌宗は華陽院の父であるというものがある。華陽院は、水野忠政・松平清康の妻であり、徳川家康の祖母で、源応尼と名乗って駿府で松平竹千代（家康）の養育にあたった。この説が正しければ、秀吉と家康は青木氏を経由してつながっていることになるが、確証はない。

## 武田氏庶流青木氏
甲斐武田氏一族の一条時信の子青木時光を祖とする青木氏。甲斐国巨摩郡青木村（現・山梨県韮崎市）を本拠とする。一条氏青木家とも。武川衆の筆頭格。
常光寺（韮崎市清哲町青木2878）は時光の子常光が開基した。分家に柳沢吉保の柳沢氏、折井氏、山寺氏、横手氏、曲淵氏がある。
- 青木信種 - 韮崎白山城主。天文10年（1541年）11月7日没。
- 青木信秀 - 武川衆
- 青木重満 - 武川衆